# Castell de Rupià
El castell de Rupià, antic palau episcopal, és un edifici notable del gòtic civil català i durant molts segles va ser un dels llocs de domini del bisbe de Girona. Es troba al terme municipal de Rupià, al Baix Empordà.

## Història
En documents de l'any 1128 ja s'hi anomena en Guerau de Rupià, del llinatge que posseí el domini feudal del lloc.
Està documentat que el 5 de desembre de 1268 Guillema de Rupià ven al bisbe Pere de Castellnou, parent seu, els castells de Rupià i Fonolleres pel preu de 34.000 sous barcelonesos.
El 23 de maig de 1269, el comte Ponç III d'Empúries cedeix al bisbe Pere de Castellnou la jurisdicció civil i criminal del castell de Rupià sobre Rupià, Ultramort i Parlavà, els homes d'església de Fonolleres i la meitat dels homes de Serra; a canvi, el bisbe renuncia a la jurisdicció sobre Canet i Sant Iscle.
El 14 de juliol de 1269, Arbert de Cros i altres homes de Parlavà, reconeixen al bisbe Pere de Castellnou que el seu poble pertany al terme del castell de Rupià, i es comprometen a complir els deures derivats d'aquest fet.
En l'inventari fet l'any 1329 s'hi esmenten dues cambres superiors, una recambra, un estable, un rebost, una cuina, un lloc per a les tines i un celler. A les cambres hi ha caixes, bancs, capçals i paraments de llit. A la cuina, taules, una pastera, un gran cairat de fusta, ferros, una llossa, una paella, un morter de pedra, etc. Al celler, les bótes i altres recipients.
El 4 de maig de 1353, el bisbe de Girona, d'acord amb la petició dels prohoms de Rupià, mana que els homes d'Ultramort i Parlavà cooperin a fer el mur del castell de Rupià.
En un document del 7 de gener de 1385 adreçat al capità del castell de Rupià, Ramon de Torroella, el bisbe li ordena que atesa la presència de companyies al Rosselló, faci recollir dins el castell tots els habitants, com és usança de guerra. Semblant ordre es donà a Llop de Llabià, capità del castell de la Bisbal. També se li manà informar sobre la possibilitat de fortificar les esglésies de Corçà, Ultramort i Parlavà.

## Edifici
De planta rectangular, construït en carreu al llarg dels segles xiv i xv. Les muralles del segle xv devien encerclar a més del palau, l'església de Sant Vicenç i el nucli primitiu del poble. El perímetre del castell vindria assenyalat pel circuit que formen la plaça d'Avall, el carrer Ample, el carrer de Sant Esteve i el carrer dels Xifrers. A la planta noble hi ha una esvelta sala amb arcs de diafragma. A les dues façanes exteriors es destaquen les finestres gòtiques, una de les quals és triforada.
Moltes cases s'han adossat als murs. El portal d'Avall conserva el passadís amb volta, mentre que al portal d'Amunt s'hi veuen només les arrencades de la curvatura de voltes i arcs. Altres restes visibles pertanyen a una torre angular quadrangular i una complexa estructura defensiva integrada en bona part a l'interior de la masia de Can Vilà, del segle xvii. Hi ha algunes restes de murs atalussats al nord i a ponent, així com d'altres fragments considerables dins les cases.
Actualment és de propietat municipal i fou arranjat els anys trenta per a servir de casa del comú.